# Elaphocera capdeboni
Elaphocera capdeboni es una especie de coleóptero de la familia Scarabaeidae.

## Distribución geográfica
Habita en Baleares.